# 군용 차량

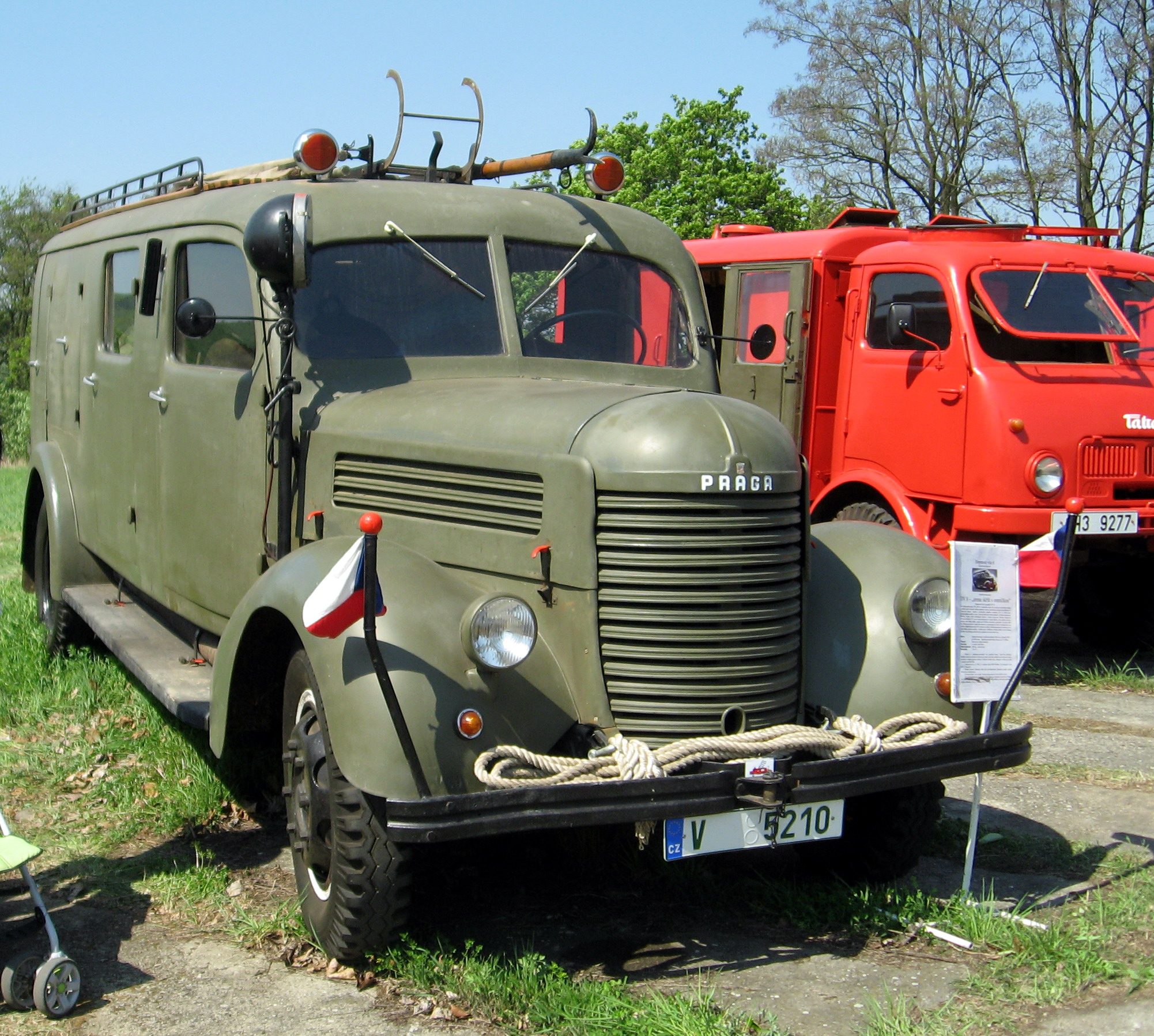

군용차량(軍用車輛)은 군용으로 사용되는 차량이다.
넓은 의미로는 군용열차도 포함하는 데 일반적으로 자동차를 뜻한다. 일반적으로 전투시 위장효과를 극대화하기 위하여 국방색으로 되어 있다. 대한민국 법령상 기계적인 특징은 군수품관리법상의 장비이지만 일반 도로상에서는 보통의 민간 자동차와 같은 자동차로 간주한다(대한민국 대법원 94도 1519).

## 군용차량의 종류

### 군용 1/4t
- K-1XX 계열(K-111, K-131)
- K-115 구급차량

### 군용1¼T
- K-3XX 계열(K-311)
- K-312 비상구급차량

### 군용2½T
- K-5XX 계열(K-511)
- K-513 유조차량
- K-514 사이트간이버스
- 105mm 견인포, 발칸포, 방공포 포차

### 군용5t
- K-7XX 계열(K-711)
- K-712구난차량
- K-713덤프차량
- K-715견인차량
- 155mm이상 견인포, 방공포 포차

### 군용10t
- K-8XX 계열(K-811)
- 8인치 견인포차

### 기타 군용차
- 경장갑차CM6614(궤도차량 제외)

## 같이 보기
- 카무플라주